# Rukometni Klub Radnicki Kragujevac
Il RK Radnicki Kragujevac è una squadra di pallamano maschile serba, con sede a Kragujevac.